# Moodswinger
Moodswinger – instrument muzyczny, należący do grupy chordofonów szarpanych, cytra elektryczna. Stworzył go w roku 2006 Yuri Landman, holenderski muzyk i lutnik.
Koło kwintowe: E-A-D-G-C-F-A#-D#-G#-C#-F#-B
Yuri w 2006 r. postanowił bardziej skupić się na wytwarzaniu instrumentów niż na graniu. Zaczął od instrumentów dla zespołu Liars.

## Galeria

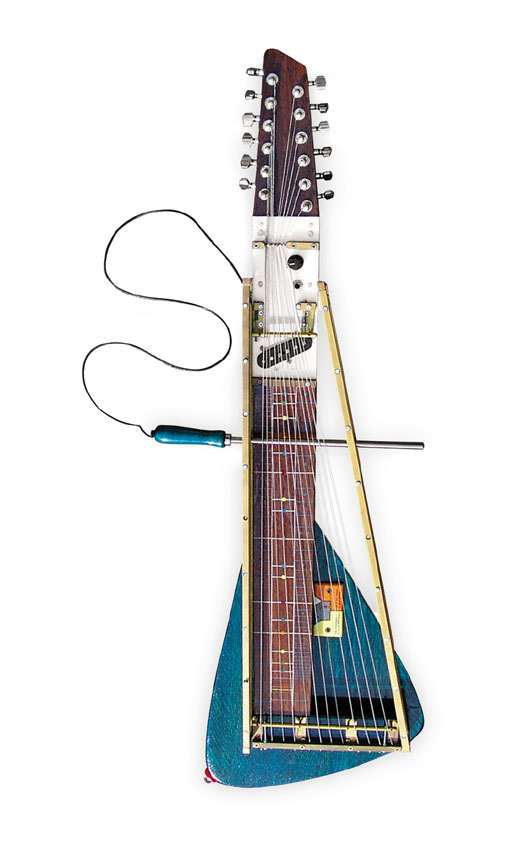
Moodswinger
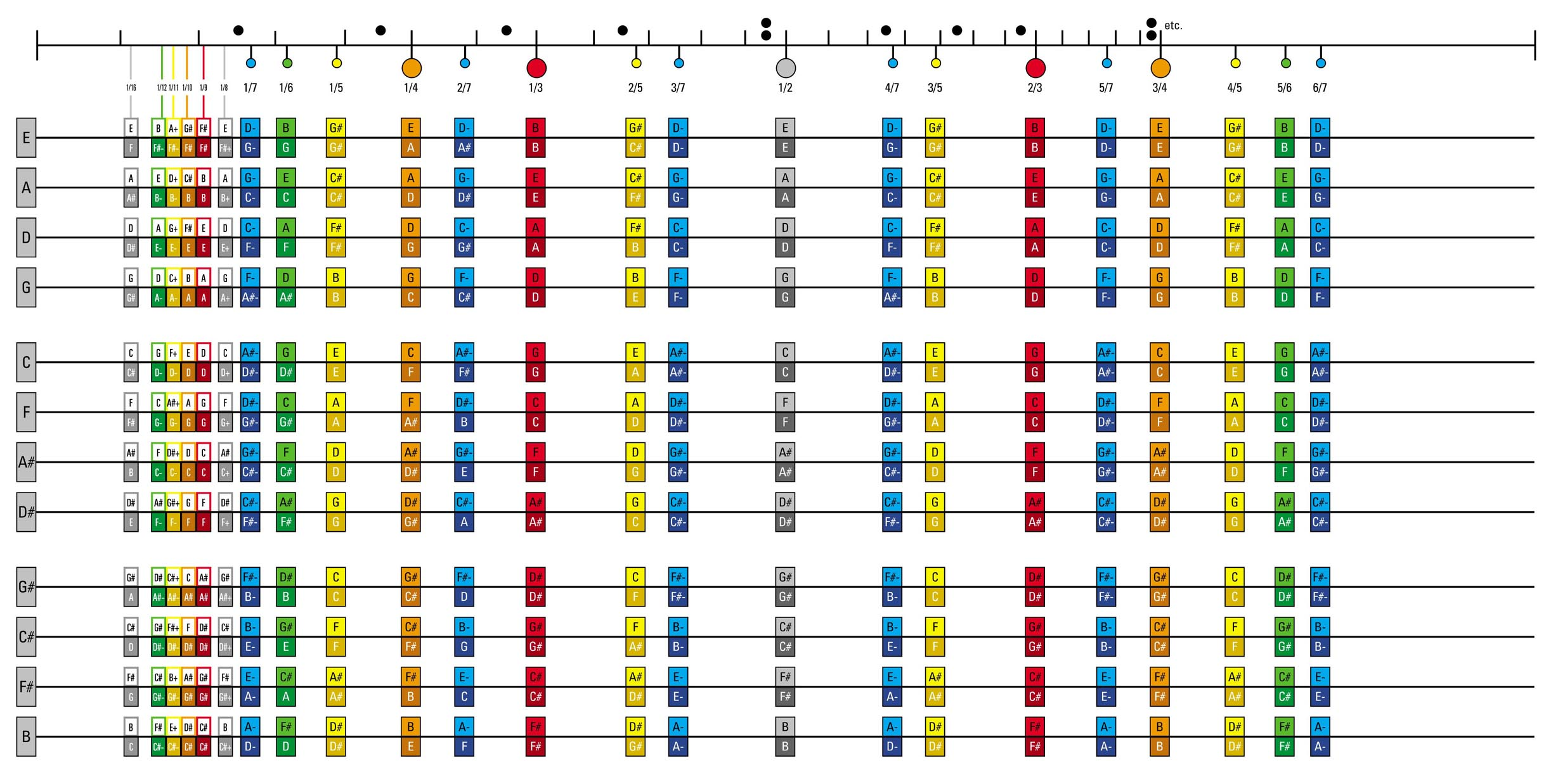
Diagram wydźwięków dla Moodswingera.
Szereg harmoniczny Moodswingera.
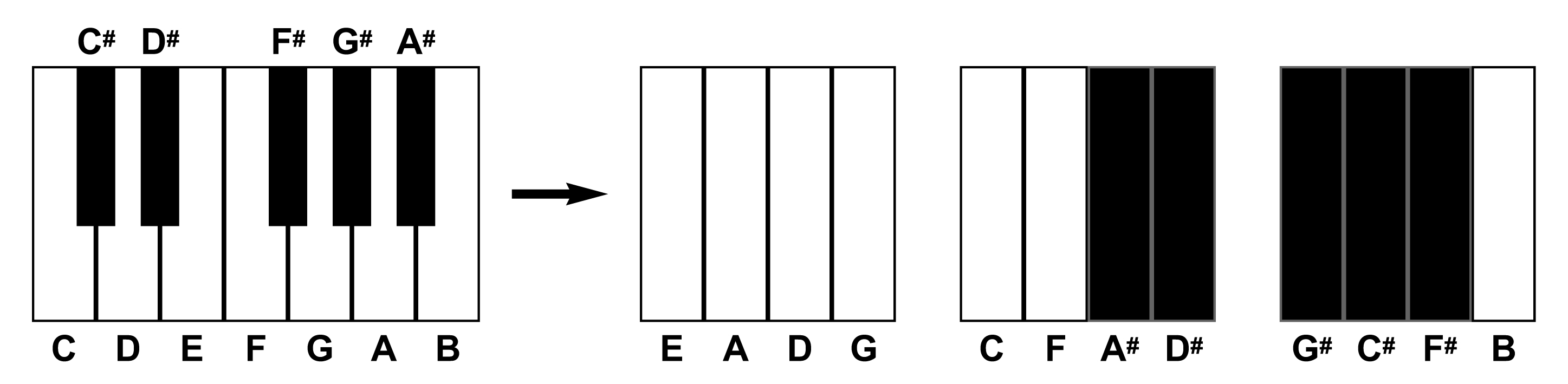
Koło kwintowe Moodswingera.